# 西蒙·赫弗南
西蒙·赫弗南（英語：Simon Heffernan，1975年5月17日—），澳大利亚男子举重运动员。他曾代表澳大利亚参加1998年和2006年英联邦运动会举重比赛，获得一枚银牌和三枚铜牌。